# ألويسيوس جوزيف كونور
ألويسيوس جوزيف كونور (بالإنجليزية: Aloysius Joseph Connor)‏ هو قاضي ومحامي أمريكي، ولد في 13 أبريل 1895، وتوفي في 18 ديسمبر 1967.